# Утиный (Хабаровский край)
Ути́ный — упразднённый в 1997 году посёлок в Амурском районе Хабаровского края России. Входил в состав Литовского сельского поселения. 

## География
Расположен в центральной части края, в пределах Среднеамурской низменности при остановочном пункте Утиный железнодорожной линии Волочаевка II — Комсомольск-на-Амуре.
Абсолютная высота 38 метров над уровня моря.

## История
Поселение железнодорожников появилось при строительстве железнодорожной линии Волочаевка II — Комсомольск-на-Амуре (дата открытия 1940). 
Упразднён постановлением Хабаровской краевой Думы Хабаровского края от 26.04.1997 № 98.

## Инфраструктура
Путевое хозяйство. Действует остановочный пункт Утиный.

## Транспорт
Автомобильный (просёлочные дороги) и железнодорожный транспорт.